# Francesco Patrizi da Cherso
Francesco Patrizi da Cherso (latin Franciscus Patricius, kroatiska Frane Petrić),  född den 25 april 1529 i Cherso, död den 6 februari 1597 i Rom, var en italiensk renässansfilosof. 
Patrizi bekämpade den aristoteliska filosofin och förband Telesios naturfilosofi med en nyplatonsk emanationslära.